# Stefano
Stefano est un nom et prénom d'origine italienne.

## Personnalités portant le prénom Stefano
- Stefano Bonaccini (né en 1967), homme politique italien et président régional
- Stefano Borgia (1731–1804), cardinal italien, théologien, antiquaire et historien
- Stefano Casiraghi (1960-1990), mondain italien
- Stefano Garris (né en 1979), joueur de basket-ball allemand
- Stefano Guazzo (1530-1593), écrivain italien
- Stefano Lilipaly (né en 1990), footballeur néerlando-indonésien
- Stefano Lusignan (1537–1590), écrivain et prêtre catholique
- Stefano Mei (né en 1963), coureur de fond italien
- Stefano Pilati (né en 1965), créateur de mode italien
- Stefano Pioli (né en 1965), entraîneur de football italien
- Stefano Righi (né en 1960), chanteur, auteur-compositeur, musicien, producteur de disques et acteur italien
- Stefano Rosselli del Turco (1877-1947), joueur d'échecs italien
- Stefano Sensi (né en 1995), footballeur italien
- Stefano Sturaro (né en 1993), footballeur italien
- Stefano Raimondi (né en 1998), nageur italien
- Joey Stefano, nom de scène de l'acteur pornographique américain (alias Tony Stefano, 1968-1994), Nicholas Iacona Jr.
- Joseph Stefano (1922–2006), scénariste américain